# Astar

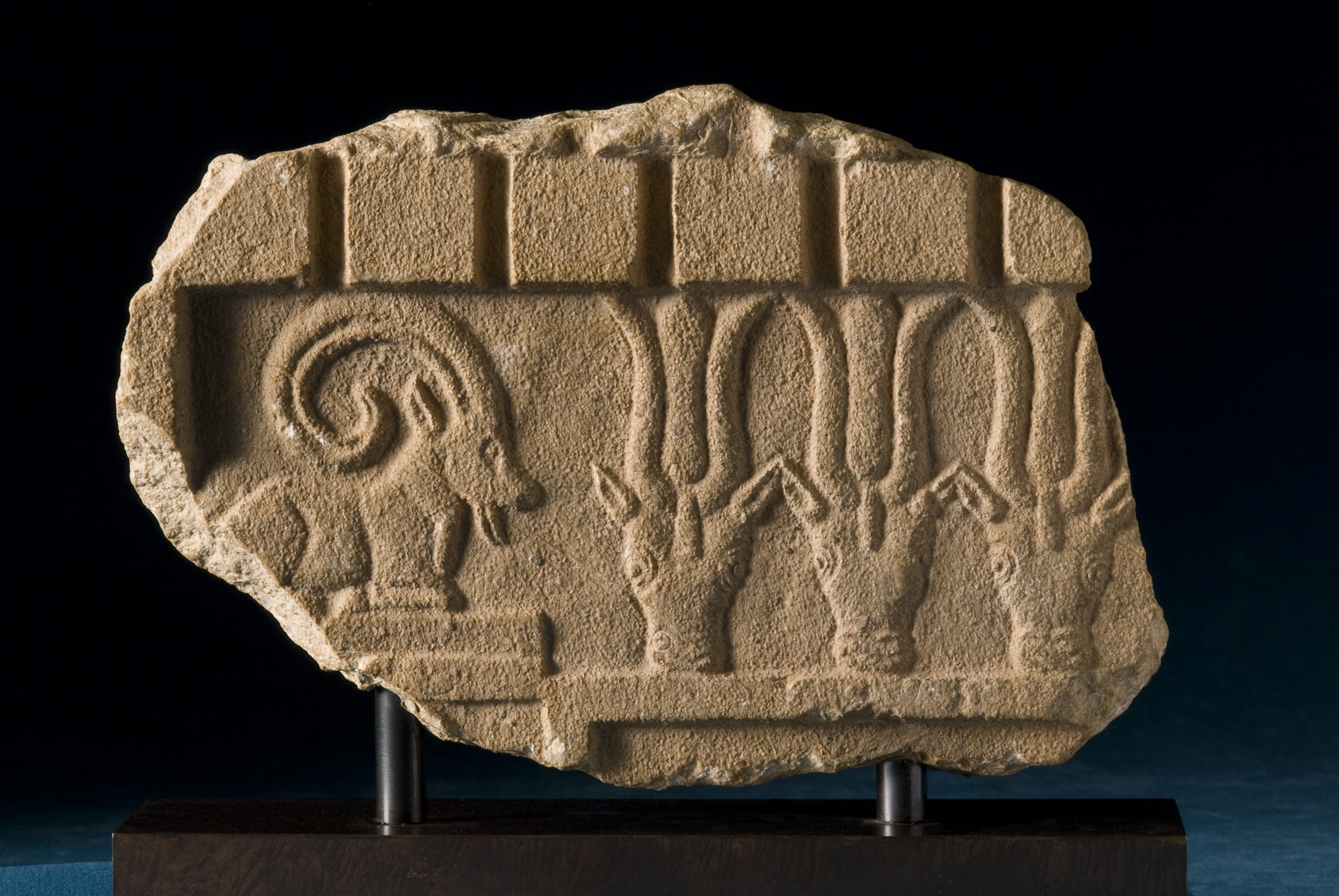
Fragmento de uma estela do sul da Arábia, retrata um íbex reclinado e três cabeças de órix-da-arábia. O íbex era um dos animais mais sagrados no sul da Arábia, enquanto o antílope órix era associado com Athtar, século V AEC; Museu de Arte Walters (Walters Art Museum).

Aṯtar é uma antiga divindade semítica, cujo papel, nome e até mesmo gênero variava a depender da cultura.
O nome aparece como Attar (aramaico), Athtar (sul da Arábia), Astar (Abissínia), Ashtar (Moabe), Aṯtar (Ugarite) e Ishtar na Mesopotâmia. Em ambos os gêneros, Aṯtar é identificado com o planeta Vênus, a estrela da manhã e da tarde, em algumas manifestações da mitologia semita. Na mitologia ugarítica, Aṯtar sucede ao trono do deus morto Baal Hadade, mas se prova inadequado. Nas regiões semi-áridas da Ásia Ocidental, às vezes ele era venerado como um deus da chuva. Nas regiões mais ao sul, ele é provavelmente conhecido como Dhu-Samani.
Attar era adorado no sul da Arábia nos tempos pré-islâmicos.  Um deus da guerra, ele era muitas vezes referido como "Aquele que é Corajoso na Batalha".  Um dos seus símbolos era a ponta de lança e o antílope era seu animal sagrado. Ele tinha poder sobre Vênus, a estrela da manhã, e tinha o crédito de fornecer água à humanidade.
Nos tempos antigos, a Arábia compartilhava os deuses da Mesopotâmia, sendo tão perto de Babilônia, exceto que os gêneros e os símbolos dessas divindades foram posteriormente trocados. Por exemplo, o deus-sol Shamash tornou-se a deusa do sol Shams, e no sul da Arábia Ishtar tornou-se o deus masculino da tempestade Athtar. Athtar era um deus dos temporais, dispensando a irrigação natural sob a forma de chuva. Athtar também representava fertilidade e água como essencial para a fertilidade. Quando representando a água, não era somente o ato de chover em si, mas também o fluxo útil da água depois da chuva no uádi, o curso de água árabe que é seco, exceto no período chuvoso.
Na Etiópia pré-cristã Astar é o deus do céu. Ele formava uma tríade de deuses com o deus do mar Beher e o deus guerreiro Mahrem. Astar era o terceiro em importância, mesmo sendo o deus supremo.

## Na cultura popular
Attar aparece como o demônio Ashtar em Shin Megami Tensei II.